# Domenico Luca Capozi
Domenico Luca Capozi OFM (chiń. 李路加; ur. 9 marca 1899 w Pofi, zm. 30 grudnia 1991 w Jerozolimie) – włoski duchowny rzymskokatolicki, franciszkanin, misjonarz, arcybiskup Taiyuanu.

## Biografia
W sierpniu 1915 wstąpił do Zakonu Braci Mniejszych. 8 sierpnia 1926 przyjął święcenia prezbiteriatu i został kapłanem swojego zgromadzenia. Następnie wyjechał na misje do Chin.
12 stycznia 1940 papież Pius XII mianował go wikariuszem apostolskim Taiyuanu oraz biskupem tytularnym attaleańskim. 14 kwietnia 1940 w Taiyuanie przyjął sakrę biskupią z rąk emerytowanego wikariusza apostolskiego Taiyuanu Agapito Augusto Fiorentiniego OFM. Współkonsekratorami byli wikariusz apostolski Fenyangu Francis Liu Jinwen oraz wikariusz apostolski Shuoxianu Edgar Anton Häring OFM.
11 kwietnia 1946 wikariat apostolski Taiyuanu został podniesiony do rangi archidiecezji. Tym samym bp Capozi został arcybiskupem Taiyuanu.
Po zwycięstwie komunistów w chińskiej wojnie domowej, w latach 50. nowe władze wydaliły z kraju misjonarzy, wśród których był również abp Capozi. De iure arcybiskupem Taiyuanu był do rezygnacji, którą złożył w 1983, po wyjeździe z Chin nie miał już jednak realnej władzy w archidiecezji.
Jako ojciec soborowy wziął udział w soborze watykańskim II. Zmarł 30 grudnia 1991.